# 山口和男 (野球)
山口 和男（やまぐち かずお、1974年5月11日 - ）は、広島県広島市西区出身の元プロ野球選手（投手）。右投右打。

## 来歴

### プロ入り前
1974年に広島県で生まれる。
広島市立古田中学校から山陽高等学校へ進学すると3年春の県大会でチームが優勝し、中国大会では初戦で登板はなかったが本塁打を放ち、準決勝では先発登板したが、岡山南高の山根雅仁と投げ合うも途中降板で敗れた。夏はエースとして県大会ベスト4、広島電機大学では一時野手転向したが、投手として1年秋にベストナイン、4年秋に同校のリーグ初優勝に貢献しベストナイン受賞。三菱自動車岡崎硬式野球部に入部。都市対抗野球に補強選手としても出場したことで頭角を現し、全日本代表候補となった。また3年目の秋に東海地区選抜でキューバ戦で4三振の好投。1999年のドラフト会議でオリックス・ブルーウェーブに1位指名（逆指名）され、入団。当初注目したのは三輪田勝利スカウトであった。

### オリックス時代
2000年は即戦力として期待され、4月2日の対大阪近鉄バファローズ戦（グリーンスタジアム神戸）でプロ初登板。同年10月8日の対福岡ダイエーホークス戦（グリーンスタジアム神戸）でプロ初セーブを挙げる。しかし一軍には層の厚い投手陣に阻まれて定着できず、ウエスタン・リーグでも0勝10敗の成績に終わった。
2001年は一軍に定着して32試合に登板し、5月6日の対千葉ロッテマリーンズ戦（千葉マリンスタジアム）でプロ初勝利を挙げる。
2002年は7月29日の対ダイエー戦で松中信彦に、翌々日の31日の同カードでも城島健司に球速158km/hを2度記録し、速球派投手として活躍した。シーズン途中からセットアッパーとして起用されると、大久保勝信の離脱後は抑え投手として6セーブを記録した。だが、9月中旬に登板過多によって肩を痛めて戦線離脱した。
2003年は手術のため一軍登板はなかった。
2004年は自身の好不調、チームの低迷などが重なったものの肩の故障から復活して17セーブを挙げる。従来の球速よりキレで勝負する投球法に変更したことで被打率が向上した。オフにポスティングシステムでのメジャーリーグベースボール移籍を志願するが、中村勝広などに慰留され、結局オリックス残留を発表した。同年オフの球団合併・分配ドラフトを経てオリックス・バファローズに入団。
2005年シーズン前、仰木彬から「『40セーブと球速100mph（約160.9km/h）超え達成』でメジャーリーグ挑戦許可」と言われた。開幕3戦目の3月28日の対ロッテ戦では、オリックス・バファローズとして初セーブをあげてチームの初勝利に貢献した。しかし、この年は制球難に苦しみ、故障から復活した大久保に抑え投手を譲った。5月11日の対読売ジャイアンツ戦（東京ドーム）では、2点リードの11回裏に、失投が清原和博の頭部に直撃して危険球退場を宣告され、調子を落として降格。シーズン終盤に再昇格したがすぐに再降格し、そのままシーズンを終えた。ウエスタン・リーグでは1イニングで76球を投げ、1イニング最多投球数のワースト記録を更新した。
2006年は先発投手に再転向するが、オープン戦の対東北楽天ゴールデンイーグルス戦でリック・ショートに危険球を与えたことで退場処分を受けた。開幕からウエスタン・リーグで安定した投球内容を見せたが、一軍には昇格出来ず、シーズン終了直前の9月18日対ロッテ戦でシーズン初登板を果たすが、里崎智也に頭部死球を与えて危険球退場処分となり、その後は登板機会がなかった。
2007年は4年ぶりの一軍登板なしに終わった。
2008年は開幕を二軍で迎えたが、4月上旬に一軍復帰を果たす。4月8日の対ソフトバンク戦で4年ぶりに勝利投手となった。春先は主に加藤大輔につなぐ中継ぎ投手として登板したが、セ・パ交流戦に入ると調子を落として二軍降格。復帰後は春先に比べると安定感を欠いたが3年ぶりの2桁登板となる34試合に登板し、防御率3.53と結果を出した。
2009年は一軍登板がなく10月1日に戦力外通告を受ける。当初は現役続行を希望して12球団合同トライアウトに参加。ストレートは140km後半を記録するなど速球の健在をアピールしたが獲得球団は現れず、12月18日に自身のブログにて現役引退を発表した。

### 現役引退後
2010年2月1日付でオリックスの編成部（スカウト）に所属。九州地区担当時代は、山本由伸を見出した。

## 選手としての特徴
2002年に日本人最速タイ記録（当時）の158km/hを2度記録したことがある、球界を代表する速球派投手。常時140km/h後半〜150km/h前半を計測する直球と、スライダー・フォークボールで投球を組み立てる。一方で相手打者に危険球を与えて退場となるなど、制球難から自滅するケースが多い。

## 人物
入団当初は同じ速球派投手で、阪急ブレーブスに所属していた山口高志と同じ背番号14を付け、「山口2世」「山口の再来」と呼ばれた。
2005年にマーク・クルーンが159km/hを記録するまで、伊良部秀輝・五十嵐亮太と共に日本プロ野球最速タイ記録を保持しており、2009年シーズン終了時点までは日本人最速タイ記録だった。
2009年4月1日に自身のブログで、「エイプリルフールネタ」として現役引退を表明する文章を書いたが、ファンからのコメントが相次ぎ、球団職員が本人に事実確認を行うなどの騒動に発展した。数時間後に引退撤回と謝罪文を掲載したが、球団から厳重注意を受けた。しかしこの年限りで戦力外通告を受けて引退することになった。

## 詳細情報

### 年度別投手成績
| 年 度     | 球 団      | 登 板 | 先 発 | 完 投 | 完 封 | 無 四 球 | 勝 利 | 敗 戦 | セ 丨 ブ | ホ 丨 ル ド | 勝 率 | 打 者 | 投 球 回 | 被 安 打 | 被 本 塁 打 | 与 四 球 | 敬 遠 | 与 死 球 | 奪 三 振 | 暴 投 | ボ 丨 ク | 失 点 | 自 責 点 | 防 御 率 | W H I P |
| --------- | ---------- | ----- | ----- | ----- | ----- | -------- | ----- | ----- | -------- | ----------- | ----- | ----- | -------- | -------- | ----------- | -------- | ----- | -------- | -------- | ----- | -------- | ----- | -------- | -------- | ------- |
| 2000      | オリックス | 9     | 2     | 0     | 0     | 0        | 0     | 0     | 1        | --          | ----  | 69    | 15.0     | 14       | 0           | 13       | 0     | 0        | 10       | 1     | 0        | 4     | 4        | 2.40     | 1.80    |
| 2001      | オリックス | 32    | 0     | 0     | 0     | 0        | 5     | 6     | 2        | --          | .455  | 220   | 47.1     | 50       | 7           | 26       | 1     | 3        | 37       | 1     | 0        | 25    | 18       | 3.42     | 1.61    |
| 2002      | オリックス | 41    | 0     | 0     | 0     | 0        | 2     | 3     | 6        | --          | .400  | 209   | 54.0     | 40       | 4           | 13       | 2     | 2        | 49       | 2     | 0        | 19    | 15       | 2.50     | 0.98    |
| 2004      | オリックス | 40    | 0     | 0     | 0     | 0        | 3     | 3     | 17       | --          | .500  | 186   | 42.2     | 28       | 5           | 29       | 2     | 2        | 43       | 2     | 0        | 18    | 18       | 3.80     | 1.34    |
| 2005      | オリックス | 16    | 0     | 0     | 0     | 0        | 0     | 0     | 3        | 0           | ----  | 69    | 16.0     | 17       | 3           | 5        | 0     | 1        | 9        | 1     | 0        | 11    | 11       | 6.19     | 1.38    |
| 2006      | オリックス | 1     | 0     | 0     | 0     | 0        | 0     | 0     | 0        | 0           | ----  | 3     | 0.2      | 0        | 0           | 0        | 0     | 1        | 2        | 0     | 0        | 0     | 0        | 0.00     | 0.00    |
| 2008      | オリックス | 34    | 0     | 0     | 0     | 0        | 4     | 3     | 0        | 4           | .571  | 183   | 43.1     | 43       | 6           | 13       | 2     | 1        | 44       | 3     | 0        | 17    | 17       | 3.53     | 1.29    |
| 通算：7年 | 通算：7年  | 173   | 2     | 0     | 0     | 0        | 14    | 15    | 29       | 4           | .483  | 939   | 219.0    | 192      | 25          | 99       | 7     | 10       | 194      | 10    | 0        | 94    | 83       | 3.41     | 1.33    |

### 記録
投手記録
- 初登板：2000年4月2日、対大阪近鉄バファローズ2回戦（グリーンスタジアム神戸）、9回表に4番手として救援登板、1/3回を無失点
- 初奪三振：同上、9回表にフィル・クラークから
- 初先発登板：2000年4月7日、対西武ライオンズ1回戦（西武ドーム）、3回1/3を1失点
- 初セーブ：2000年10月8日、対福岡ダイエーホークス25回戦（グリーンスタジアム神戸）、8回表に2番手として救援登板・完了、2回無失点
- 初勝利：2001年5月6日、対千葉ロッテマリーンズ8回戦（千葉マリンスタジアム）、5回裏1死に3番手として救援登板・完了、4回2/3を無失点
- 初ホールド：2008年4月24日、対北海道日本ハムファイターズ6回戦（札幌ドーム）、8回裏に2番手として救援登板、1回無失点

その他の記録
- オールスターゲーム出場：1回 （2002年）

### 背番号
- 14 （2000年 - 2002年）
- 18 （2003年 - 2009年）